# 杀绝
《杀绝》（英語：Soul of the Sword），又名《劍魂》，是1978年上映的一部香港國語古裝武俠电影，由华山执导，邱刚健、林展伟编剧，狄龙等領銜主演。该电影讲述一名剑客为了夺得天下第一而放弃一切。

## 劇情簡介
一个「無名無姓、無師無派」的青年剑客（狄龙飾）为了成为天下第一，不斷挑戰江湖劍客，最終向天下第一剑客盧天罡（谷峰飾）挑战，盧天罡得知后却起了爱才之心，并暗中培养他。
之后青年剑客意外的夺了一个人的恋人何憐（林珍奇飾），劍法也因此不再無情、強大。後來剑客悟出想要变强就要抛弃一切的理念，殺死何憐并击败了拥有天下第一剑称号的人。
可在之后，内心空虚的他却被那个女子的恋人所杀……

## 演员
- 狄龙 飾 自稱無名無姓的小子[3]
- 徐少强 飾 燕若雲[3]
- 林珍奇 分飾 何憐／敗於盧天罡手下的劍客之愛人[3]
- 谷峰 飾 醫師趙一[3]、盧天罡[2]
- 林展伟
- 榮[3]
- 李麗麗[3]
- 詹森[3]
- 袁日初
- 王清河
- 袁信义
- 王傑 飾 少年無名無姓 [7][8]
- 刘慧玲 飾 花常[3]
- 元华
- 李海生
- 元彬
- 元奎
- 袁祥仁
- 梁曼仪

## 製作
香港影評人蒲鋒認為此劇本應寫成於1970年代初期，原名為《劍魂》，後來因古龙武俠片流星蝴蝶劍（1976年上映）受歡迎，此劇本又與古龍作品相似，才請林展偉加長劇本並開拍。開拍日期為1977年6月11日，同年12月13日完成。

## 評論
香港影評蒲鋒認為邱剛健任職於邵氏公司時劇本已優於同儕，能展現個人風格、創作理念，本片即為其中個人風格最強者。蒲鋒也表示這是一個反英雄故事，以武俠情節比喻創作過程，劇本原名《劍魂》就是創作魂，在極度投入時都會達到孤絕、無情無義的狀態，甚至使身邊人產生距離感、傷害感，到創作完後才會領悟。脈絡上繼承潘壘天下第一劍（1968年上映）的反英雄探索，但此劇本原創性較強；部分概念也出現在邱剛健日後的劇本，例如殺出西營盤（1982年上映）中，殺手主角（秦祥林飾）在最後出擊前殺死女友（叶童飾）的橋段。
至於影片部分，蒲鋒認為原始劇本較為精鍊，加長拍攝後損失部分精細之處，但仍能呈現劇本優點，影片本身也流暢華美優於同期大部分古龍影片。

## 備註
1. ↑  伍宏. . 团结出版社. 2008: 页224.
2. 1 2 3 4 5 6 7 8  蒲鋒. . 羅卡、喬奕思、劉嶔  (编). . 香港三聯書店. 2014-11: 272–276  [2022-10-30]. （原始内容存档于2022-10-03）.
3. 1 2 3 4 5 6 7 8 9 10 11 12 13 14  郭靜寧 (编). . 香港: 香港電影資料館. 2014: 200. ISBN 978-962-8050-69-7.
4. ↑  焦雄屏. . 時報文化出版企業有限公司. 1995.
5. ↑  . 香港電影資料館. 2003: 页274.
6. ↑  导筒directube. . 2020-01-13  [2022-09-29]. （原始内容存档于2022-10-04）.
7. ↑  . 2021-03-19  [2022-09-29]. （原始内容存档于2022-09-29）.
8. ↑  老曹故事工作. . 2017-11-20.
9. ↑  . 《南國電影》. 1978, (238): 30.

## 相關連結
- 互联网电影数据库（IMDb）上《杀绝》的资料（英文）
- 豆瓣电影上《杀绝》的資料 （简体中文）
- tmdb链接 （页面存档备份，存于）
- 香港影庫上《杀绝》的資料（繁體中文）
- 爛番茄上《杀绝》的資料（英文）